# Аллере
Аллере́ (фр. Allerey) — коммуна во Франции, находится в регионе Бургундия. Департамент коммуны — Кот-д’Ор. Входит в состав кантона Арне-ле-Дюк. Округ коммуны — Бон.
Код INSEE коммуны 21009.

## Население
Население коммуны на 2010 год составляло 167 человек.
| 1962 | 1968 | 1975 | 1982 | 1990 | 1999 | 2010 |
| ---- | ---- | ---- | ---- | ---- | ---- | ---- |
| 355  | 301  | 257  | 222  | 198  | 181  | 167  |

## Экономика
В 2010 году среди 97 человек трудоспособного возраста (15-64 лет) 69 были экономически активными, 28 — неактивными (показатель активности — 71,1 %, в 1999 году было 64,8 %). Из 69 активных жителей работали 63 человека (36 мужчин и 27 женщин), безработных было 6 (2 мужчин и 4 женщины). Среди 28 неактивных 5 человек были учениками или студентами, 19 — пенсионерами, 4 были неактивными по другим причинам.